# 王岗镇 (汝南县)
王岗镇，是中华人民共和国河南省驻马店市汝南县下辖的一个乡镇级行政单位。

## 行政区划
王岗镇下辖以下地区：
王岗社区、罗庄村、余庄村、常营村、韩坡村、路庄村、金庄村、熊岗村、后营村、北胡村、伍岗村、张岗村、尹庄寨村、孔寨村、夏湾村、卢岗村、何岗村和大胡村。